# Phare de Rio Marina
 (mars 2025).
Le phare de Rio Marina est un phare maritime désaffecté situé dans le canal de Piombino, situé le long du quai extérieur du port de Rio Marina, le long de la côte orientale de l'île d'Elbe.

## Historique
Le phare, inauguré en 1914 pour l'éclairage du port et de la partie côtière de Rio Marina, a été construit par la Regia Marina et est resté en activité jusqu'en 1960, année au cours de laquelle ont été réalisés des travaux d'extension de la jetée qui ont nécessité l'activation d'un phare moderne à sa nouvelle extrémité, avec pour conséquence le démantèlement du phare monumental devenu inadéquat à la suite de la modernisation des infrastructures portuaires.

## Description
La lanterne du phare, aujourd'hui supprimée, était située au-dessus d'une petite tour de style néo-médiéval à section hexagonale avec une galerie intérieure et un couronnement avec des arcs en plein cintre sur lesquels repose un crénelage caractéristique. La base de la tour est située sur un rocher qui marquait autrefois l'extrémité de la jetée. Les structures murales de la tour sont recouvertes de briques, tandis que le couronnement et les merlons du sommet sont en plâtre.
La porte d'accès à la tour est précédée d'un escalier qui s'adapte au rocher en contrebas.

### Lien connexe
- Liste des phares de l'Italie